# Estación 5 de Julio
Estación 5 de Julio es la última de las 3 estaciones de la primera fase del sistema Cabletren que abastece al sector de Petare en el Municipio Sucre al este del Distrito Metropolitano de Caracas, al noroeste del Estado Miranda y al centro norte del país sudamericano de Venezuela. Fue inaugurada en agosto de 2013. Debe su nombre al sector donde se ubica (el Barrio 5 de Julio) y a la conmemoración de una fecha histórica de Venezuela,  día en que se celebra el 5 de julio de 1811, cuando se firmó el Acta de Independencia Nacional.
Se encuentra entre la estación 19 de Abril y la futura estación 24 de Julio. Estaciones cuyos nombres también recuerdan fechas importantes de Venezuela, pues el 19 de abril de 1810 se conmemora el primer grito de independencia y el 24 de julio el nacimiento del Libertador Simón Bolívar. A un lado se encuentra la Carretera Vieja Petare-Guarenas y un tramo de la Autopista Gran Mariscal de Ayacucho.